# Allognosta flavimaculata
Allognosta flavimaculata är en tvåvingeart som beskrevs av Nagatomi et Tanaka 1969. Allognosta flavimaculata ingår i släktet Allognosta och familjen vapenflugor. Inga underarter finns listade i Catalogue of Life.